# МЦ 8
МЦ 8 — советское штучное двуствольное спортивное-охотничье ружьё. 

## История
Ружьё МЦ 8 было разработано ЦКИБ СОО и использовалось советскими спортсменами в соревнованиях международного класса (в том числе, в чемпионатах мира по стрельбе и Олимпийских играх), а также продавалось в качестве гражданского охотничьего оружия. Некоторое количество ружей этой модели было экспортировано в другие страны.
В октябре 1962 года на 38-м чемпионате мира по стрельбе в Каире советский спортсмен Н. Д. Дурнев, стреляя из ружья МЦ-8 на круглом стенде, первым из всех спортсменов мира установил абсолютный мировой рекорд, поразив 200 из 200 мишеней.
Позднее ружья ИЖ-12, ИЖ-54, МЦ-8 и МЦ-21-12 использовались для баллистических испытаний разработанных в 1963 году неоржавляющих капсюлей-воспламенителей для ружейных патронов.
По состоянию на начало 1967 года стоимость ружья МЦ-8 составляла от 450 до 600 рублей (в зависимости от варианта исполнения).
В 1968 году по специальному заказу были изготовлены ружья МЦ-8 28-го калибра для тренировки спортсменов.
В 1970 году на 40-м чемпионате мира по стрельбе в городе Финикс в штате Аризона победила советская спортсменка Ю. В. Сидорова, стрелявшая из ружья МЦ-8.
До окончания производства выпускалось по отдельным заказам.

## Описание
Блок стволов отъёмный; цевьё неотъёмное, закреплено на стволах винтами. Стволы соединены со ствольной коробкой посредством ствольной муфты, шарниром и защёлкой, а запираются рамкой, входящей в паз подствольного крюка. Рычаг отпирания стволов находится сверху.
Каналы 750-мм стволов имеют специальные дульные сужения, обеспечивающие поражение мишеней на дистанциях от 25 до 50 метров, они предназначены для стрельбы на траншейном стенде (величина сужения верхнего ствола - 1,25 мм; нижнего ствола - 1 мм). 
Каналы 675-мм стволов имеют специальные дульные расширения, обеспечивающие поражение целей на дистанции до 25 метров, они предназначены для стрельбы на круглом стенде.
Кроме того, МЦ 8 могли комплектоваться блоком тренировочных стволов 20-го калибра (под ружейный патрон 20/70 мм).
Ударный механизм с внутренними курками и спусковой механизм смонтированы на едином отдельном основании, крепящемся к нижней части ствольной коробки двумя винтами; к хвостовику ствольной коробки основание крепится также двумя винтами. Поджатие боевой пружины и взведение курков производятся при открывании стволов. Модели МЦ 8-1 и МЦ 8-3 снабжены одним универсальным спуском на оба курка (выстрел производится сначала из нижнего, а затем из верхнего ствола). Ружья МЦ 8-2 и МЦ 8-4 имеют два спуска каждое (у них передний спуск предназначен для выстрела из нижнего ствола). 
Оружие оснащено экстрактором для выдвижения стреляных гильз из патронников и предохранителем.
Прицельная планка вентилируемая.
Ложа пистолетная или прямая с выступом под щёку или без него, из лакированного ореха.
Для стрельбы из МЦ 8 используются патроны в бумажных или пластмассовых гильзах.
В качестве охотничьего оружия МЦ 8 с 675-мм стволами может использоваться для охоты на коротких дистанциях; с 750-мм стволами - использоваться для отстрела уток и гусей на пролёте, на охотах за зайцами и лисами (где приходится стрелять на дальние дистанции).

## Варианты и модификации
Ружьё выпускалось в пяти вариантах исполнения.
- МЦ 8-0 - спортивное ружьё с одной парой 675-мм стволов (для стрельбы на круглом стенде)[3]
- МЦ 8-1 - спортивное ружьё с 750 мм стволами, ударно-спусковой механизм с одним спусковым крючком[2][3]
- МЦ 8-2 - спортивное ружьё с 750 мм стволами, ударно-спусковой механизм с двумя спусковыми крючками[2][3]
- МЦ 8-3 - МЦ 8-1 с дополнительной парой стволов длиной 675 мм[2][3]
- МЦ 8-4 - МЦ 8-2 с дополнительной парой стволов длиной 675 мм[2][3]

## Музейные экспонаты
- ружьё МЦ 8 является экспонатом Тульского государственного музея оружия[4]